# Saša Luss
Aleksandra Alekseevna Luss, detta Saša o Sasha (in russo Александра «Саша» Алексеевна Лусс?; Magadan, 6 giugno 1992), è una supermodella e attrice russa, nota per essere stata la protagonista del film di Luc Besson Anna.

## Biografia
Luss è nata a Magadan, nell'estremo oriente russo, e si è trasferita a Mosca in giovane età. Da bambina non aveva alcun interesse a intraprendere la carriera di modella, preferendo passare il suo tempo a scrivere e ballare. Ha partecipato spesso a gare di balletto prima di subire un infortunio alla caviglia che le ha impedito di continuare il suo hobby. Quando Sasha aveva 13 anni, sua madre la portò a visitare un'agenzia di modelle, dove ebbe un contratto.

## Filmografia

### Cinema
- Valerian e la città dei mille pianeti, regia di Luc Besson (2017)
- Anna, regia di Luc Besson (2019)
- Shattered - L'inganno (Shattered), regia di Luis Prieto (2022)

## Doppiatrici italiane
Nelle versioni in italiano delle opere in cui ha recitato, Sasa Luss è stata doppiata da
- Valentina Favazza in Anna
- Jessica Bologna in Shattered - L'inganno